# Roskilde Højskole
 For alternative betydninger, se Roskilde Højskole (flertydig). (Se også artikler, som begynder med Roskilde Højskole)
Roskilde Højskole var en dansk folkehøjskole, der var beliggende i Himmelev ved Roskilde.
Højskolen blev grundlagt i 1907 af Thomas Bredsdorff som en almen grundtvig-koldsk højskole. Hovedbygningen opførtes i 1907. Efter Bredsdorffs død i 1922 blev skolen drevet af hans familie, der i 1929 solgte den til AOF. I 1930 genåbnede den som landets anden arbejderhøjskole; den første var Esbjerg Højskole. Hjalmar Gammelgaard var dens første forstander. Højskolen opførte midt i 1970'erne en ny bygning på nabogrunden, der kunne indvies i 1976. Den oprindelige bygning blev lejet ud til Dansk Flygtningehjælp og senere købt af Pen-Sam, der i 1979 lejede den ud til Tvind, der oprettede Roskilde Efterskole på stedet. Roskilde Højskole drev i sine senere år også kursus- og konferencecenter på stedet, men i september 2001 vedtog LO at lukke højskolen. Højskolen (bygningerne fra 70'erne) er i dag et 4-stjerners konferencehotel i Comwell-kæden, der åbnede i 2002.
55°39′52.6″N 12°05′33.8″Ø / 55.664611°N 12.092722°Ø